# Egbert Wilhelm von Hochstetter
Egbert Wilhelm von Hochstetter (* 31. März 1868 in Wien; † 2. August 1906 in Troppau) war ein österreichischer Bergingenieur.
Hochstetter war ein Sohn des Geologen Ferdinand von Hochstetter. Er promovierte 1896 an der Universität Wien zum Dr. phil. und diplomierte 1899 an der Bergakademie Leoben zum Diplom-Bergingenieur. Er arbeitete im Ostrau-Karwiner Steinkohlenrevier als Bergingenieur. Er beschrieb die fossilen Cephalopoden Belemnites eduardi und Stephanoceras tennicostatum.

## Veröffentlichungen
- Die Klippe von St. Veit bei Wien. In: Jahrbuch der Geologischen Reichsanstalt. Band 47, 1897, S. 95–156 (zobodat.at [PDF; 5,7 MB]).